# Nachkadu
Nachkadu (en georgiano: ნაჭკადუ; en abjasio: Наҷкаду) es una aldea que pertenece a la parcialmente reconocida República de Abjasia, dentro del distrito de Gali, aunque de iure es parte del municipio de Gali de la República Autónoma de Abjasia de Georgia.

## Geografía
Nachkadu está a 1 km de Pichori, cerca del mar Negro.